# Johannes Krejci
Johannes Krejci (* 1912 in Enns; † 1997 in Linz) war ein österreichischer Maler.

## Leben und Wirken
Seine ausgedehnten Reisen führten ihn nach Italien, Deutschland, Holland, Dänemark und Schweden. Seine künstlerische Ausbildung erwarb er bereits vor dem Zweiten Weltkrieg u. a. an der Berliner Akademie bei Ludwig Bartning, an der Münchner Akademie bei Hermann Kaspar und vervollständigte sie als Gasthörer ab 1953 an der Wiener Akademie bei Sergius Pauser und vor allem Herbert Boeckl (Abendakt).
Nach dem sechsjährigen Kriegsdienst lebte Krejci ab 1946 als freischaffender Maler in der Nähe von Steyregg im Mühlviertel in Oberösterreich. Er war Mitglied der Linzer Künstlervereinigung MAERZ und ab 1951 der Wiener Secession sowie der Hundsgruppe. Er lebte und arbeitete einige Zeit im Egon-Hofmann-Haus.

## Ausstellungen
- Francisco-Carolinum Linz (1992)
- Wegmarken, Ausstellung MAERZ 1952 bis 2002 der Künstlervereinigung MAERZ, Linz 2002
- Tür an Tür, Atelierhaus der Wirtschaft OÖ, Nordico, Linz 2008

## Werke
Beeinflusst von der direkten Auseinandersetzung mit dem deutschen Expressionismus (Käthe Kollwitz), mit dem akademischen Spätimpressionismus aber auch mit der auf Paul Cézanne aufbauenden Formensprache Herbert Boeckls entwickelte er gegen Ende der 1950er-Jahre seinen ausgeprägten Individualstil. Die farbig gezogene, gekrümmt oder gestreckt schwingende Linie waren formal das dominierende Element seiner Werke. Charakteristisch für seine Bildkompositionen waren häufig Gestaltungen einer Gesamtform auf mehreren nebeneinander gestellten Leinwänden. Zentrales Thema der künstlerischen Auseinandersetzung des Künstlers war die Landschaft, wobei ein Schwerpunkt seiner Städteporträts die Landeshauptstadt Linz als Motiv hatte. Personenporträt zielten auf ein möglichst breit angelegtes Verständnis der jeweiligen Lebensexistenz.
- Wassertiere, buntes Mosaik mit Tieren am Wasser – Fische, Frosch, Schnecke und Libelle, Wand des Kabinentraktes im Kinderfreibad Karlhof, Karlhofsiedlung, Gründberg – Harbach – Heilham, Weilgunystraße 18, Kunst am Bau, Linz (1960)
- 5 Keramische Mosaike auf den Haustüren zum Thema Neugestaltung des Südtiroler Platzes in der Gussriegelstraße 51 bis 59, Wien
- Zwei Menschen, Öl auf Leinwand, (etwa 1950)